# Arcidiecéze Benevento
Arcidiecéze Benevento (latinsky Archidioecesis Beneventana) je římskokatolická metropolitní diecéze v Itálii, která je součástí Církevní oblasti Kampánie. Katedrálním kostelem je kostel P. Marie de Episcopio v Beneventu. Současným beventánským arcibiskupem je Felice Accrocca, jmenovaný roku 2016.

## Historie
Křesťanství bylo v oblasti přítomno již od 1. století, od 17. století se traduje, že beneventánská církev je apoštolského původu. Prvního biskupa sv. Fotina měl do Beneventa vyslat roku 40 sám sv. Petr. Prvním historicky doloženým biskupem je však sv. Januarius na počátku 4. století. Již v roce 969 se místní biskup stal arcibiskupem a metropolitou církevní provincie. Arcibiskupové měli četná privilegia: podobně jako papežové směli pečetit olověnou bulou, měli právo nosit camauro.